# Rhipidia (Rhipidia) proseni
Rhipidia (Rhipidia) proseni is een tweevleugelige uit de familie steltmuggen (Limoniidae). De soort komt voor in het Neotropisch gebied.